# Liceo cantonale di Lugano
Il Liceo cantonale di Lugano è situato sulle rive del lago dell'omonima città della Svizzera italiana, alla foce del Cassarate.

## Storia
Il 9 giugno 1852 il Gran Consiglio, subito dopo aver deciso la secolarizzazione degli istituti scolastici tenuti da ordini religiosi, istituiva il Liceo cantonale, in Lugano, e sei ginnasi; le lezioni ebbero inizio il 5 novembre 1852. Il Liceo era situato nell'edificio del collegio di Sant'Antonio (sede in seguito del palazzo postale), nel 1904 fu trasferito nel nuovo palazzo degli Studi opera di Augusto Guidini. I primi anni di vita del liceo non furono facili e le iscrizioni limitate poiché si prediligevano gli istituti cattolici tradizionali.
Il Liceo di Lugano nasceva dalla volontà di diversi politici locali e in particolare di Stefano Franscini e di Carlo Cattaneo. L'obiettivo di Cattaneo fu quello di risollevare il Canton Ticino dalla situazione di arretratezza rispetto al resto della Svizzera. Fu egli stesso a decidere i piani di studio, consacrati ad una forte vocazione tecnica e scientifica, motivo per cui al liceo fu annessa anche una scuola per capimastri, divenuta successivamente per ingegneri tecnici.
Franscini, Cattaneo e Lavizzari, esponenti del liberalismo e del laicismo, miravano a contrastare il conservatorismo della Chiesa cattolica che deteneva, in quegli anni, il monopolio dell'istruzione superiore nel Ticino.
L'insegnamento della filosofia riflette i cambiamenti politici del Canton Ticino nel seguito degli anni: all'impostazione empiristica e antimetafisica voluta da Carlo Cattaneo, che tenne la cattedra di filosofia dal 1852 fino al 1865 quando, in seguito ad un litigio dovuto ad un duro affronto del politico ticinese Luigi Pioda, abbandonò la cattedra e il liceo per intraprendere una carriera politica nel nuovo Regno d'Italia, seguì un'impostazione kantiana con Renaud Thurman, alunno di Ausonio Franchi, alla quale successe quella storicista con Gaetano Polari; caratterizzate da un aspetto comune tutte incontrarono l'opposizione dei conservatori. L'avvento al potere di questi ultimi, nel 1877, diede luogo a una vera e propria controriforma del liceo, che assunse una connotazione marcatamente cattolica e antimodernista, anche con la nomina a rettore di un sacerdote, don Giovanni Manera, che rimase in carica per dieci anni, fino alla rivoluzione liberale del 1890, in seguito alla quale l'insegnamento della filosofia fu di nuovo affidato ad esponenti di idee liberali,  come i positivisti Carlo Sambucco e Arcangelo Ghisleri. È con Romano Amerio che, dal 1928 al 1970, il neotomismo e il cattolicesimo tradizionalista ritornarono in auge. Dopo il Sessantotto e il pensionamento dell'Amerio l'insegnamento della filosofia ritrovò un'impostazione più liberale, grazie al ruolo del commissario di vigilanza Franco Alessio e a Paolo Farina, allievo di Mario Dal Pra, che fu insegnante di filosofia e storia dal 1970 al 2005.

## Direttori
- Carlo Cattaneo[7] (1852)
- Giovanni Cantoni (1852-1855)
- Luigi Lavizzari (1855-1858)
- Giuseppe Fraschina (1858-1861)
- Pietro Peri (1861-1869)
- Antonio Gabrini (1869-1877)
- Giovanni Ferri (1877-1881)
- Natale Rusca (1881-1882)
- Agostino Soldati (1882-1883)
- Don Giovanni Manera[8] (1883-1893)
- Ercole Andreazzi[9] (1893-1903)
- Giovanni Ferri (1903-1914)
- Francesco Chiesa (1914-1943)
- Silvio Sganzini (1943-1963)
- Adriano Soldini[10] (1963-1971)
- Renato Regli[11][12] (1971-1974)
- Giovanni Zamboni (1974-1976)
- Fulvio Caccia (1976-1977)
- Fabio Soldini (1977-1980)
- Laura Donati (1980-1982)
- Fernando Lepori (1982-1984)
- Alberto Leggeri[13] (1984-1986)
- Giampaolo Cereghetti[14] (1986-2017)
- Valeria Doratiotto Prinsi[15] (dal 2017)